# Pont de Terradelles
El Pont de Terradelles és un pont del municipi de Bagà (Berguedà) que forma part de l'Inventari del Patrimoni Arquitectònic de Catalunya.

## Descripció
És un pont gòtic del qual només se'n conserva un dels tres arcs. Fou construït a finals del segle xiii, una obra senzilla feta amb pedra irregular que disposada en forma de plec de llibre forma un arc rebaixat. L'arc que s'ha conservat és el que salvava el desnivell del terreny i s'ha fet servir de barraca d'un hort proper.

## Història
El pont de Terradelles és documentat l'any 1388 quan els cònsols de la vila de Bagà varen pagar 94 sous a "Bartomeu Coch, manobrer" per l'obra del pont de Terradelles. Aquest pont travessa el riu Bastareny al límit del terme parroquial de Sant Esteve de Bagà i de la vila de Bagà, prop del monestir de Sant Llorenç prop Bagà. Fou un dels molts que creuaven aquest riu i fou obra de la Universitat de la vila de Bagà.